# Okrasni pridevek
Okrasni pedrevek (epiteton, ἐπίθετον – epitheton, neut. of ἐπίθετος – epithetos 'dodano', neobč. ukrasni pridevek) je stilno-retorična figura. Gre za besedo ali besedno zvezo, ki se pojavlja ob samostalniku in slikovito prikaže lastnost kakšnega predmeta in pomeni izražanje s prenesenim (nepričakovanim) pomenom.

## Splošno
Epiteton navadno nastopa kot pridevnik (zato ga imenujemo tudi pesniški prilastek), včasih pa tudi kot samostalnik. Ima ne le funkcijo okraševanja, ampak z njim želimo doseči umetniški namen, po tej funkciji pa je tudi dobil ime. Od navadnega prilastka se loči po tem, da njegova funkcija ni označevalna (predmete označuje le navidezno), temveč je njegova naloga predvsem izzvati čustveni vtis. Epiteton navadno odraža avtorjevo subjektivnost. Epiteton spada med trope v prenesenem ali zamenjanem pomenu (lat. tropus 'obrat', 'preobrat' - beseda). Trop označuje vsako besedo, ki je uporabljena v obrnjenem smislu. Okrasni pridevek se uporablja v prenesenem pomenu in daje besedam samosvojo obliko, učinkovitost, barvitost in globlji pomen. Uvrščamo ga v metaforo (pridevniško metaforo), besedilo jo opredeli tako, da pove nekaj drugega kakor sicer izraža. Pridevniška metafora je ujemalna samostalniška besedna zveza - vlogo izhodiščnega predmeta ima jedro, levi ujemalni prilastek pa prikazuje ciljni predmet. Ker se epiteton ujema in povezuje s samostalnikom, se pojavlja tudi v  identifikaciji, nominalni in genitivni metafori. Epitet je prepoznaven po tem, da je njegova funkcija širše predstavljiva. Po H. Weinrichu je v veliki meri odvisno od konteksta, ali epiteton razloži samega sebe ali ostane nedoumljiv; močna determinacija konteksta vključuje še tako nenavadno besedo v smiselno povezavo, npr. cekinasta se kaplja plemenita ponuja nam prav do robu nalita (Župančič) - v pričujočem verzu ni mišljeno vino, stisnjeno iz cekinov (kot bi morda razumeli iz dobesednega pomena), marveč rumeno in žlahtno vino, dragoceno kot cekin oz. zlato.

## Zgodovina
Človeški govor je že od nekdaj poln epitetonov, v literarni umetnosti pa se začnejo pojavljati v antični poeziji pri Homerju, začetki njihove širše uporabe pa so v baroku. Na Slovenskem se začnejo uporabljati v moderni, predvsem pri Župančiču, in so impresionistične narave, v ekspresionizmu pa postanejo drzni in dobijo lastnosti sinestezije - skupnih zaznav, ki izvirajo iz posebnega duševnega procesa, pri katerem se različne vrste zaznav zlijejo in med seboj zamenjajo učinke. 
Teorija metafore se začne razvijati z Aristotelom, ki v Poetiki definira metaforo: "Metafora je prenos pomena na neko drugo besedo, in sicer ali od splošnega na neko vrsto ali od neke vrste na splošno ali od ene vrste na drugo ali po analogiji." Nakazal je, da lahko prenesemo en pojem v zvezo z drugim, kadar obstaja med njima kaka posredna stična točka po podobnosti (tertium comparationis). To pomeni, da lahko iz enega pojava na drugega prenesemo tudi takšne lastnosti, ki jima sicer niso skupne, sicer pa se ujemata v vrsti drugih lastnosti.

## Nastanek
Temelj, iz katerega izhaja okrasni pridevek oz. epiteton, je podobnost dveh predmetov, čeprav se zveza lahko zdi neobičajna in v nasprotju z njenim najbolj razširjenim, logičnim in uporabljenim pomenom. Besedna zveza kamnosrčni skopuh vsebuje besede kamen, srce in skopuh. Skopuh ima najbrž srce trdo kot kamen, zato med skopuhovim srcem in kamnom obstaja povezava, oba sta namreč trda. To je značilno za tradicionalne vrste metafore in epitetonov, saj prihaja do prenosa besednih pomenov zaradi logične vzporednosti, podobnosti in analogije med pojavi. Že Aristotel je uporabljal besedno zvezo večer življenja in utemeljeval, da gre za logično vzporejanje - večer je z dnevom v istem razmerju kot starost z življenjem, zato na podlagi podobnosti lahko tvorimo besedni zvezi večer življenja in starost dneva. Te teorije pa ni mogoče uporabiti za vse epitetone novejše literature, ki uporablja besede tudi v neobičajnih zvezah. Le-teh ni moč pojasniti z logičnim prenašanjem lastnosti s pridevnika na samostalnik. V teh primerih gre za svobodne, nelogične ali celo nesmiselne besedne zveze, njihov nastanek pa lahko najdemo v miselno-čustvenih in predstavno-zaznavnih asociacijah, ki so najpogosteje nezavedne, zato se pojavi med seboj povezujejo popolnoma svobodno in zunaj vseh logičnih in vzročnih okvirov.

## Sorodne vrste
Poleg okrasnega pridevka poznamo še druge vrste metafore:
- Primera ali komparacija: je kratka ali razširjena primerjava kakega pojava z drugim, med njima pa mora biti vzpostavljena neka podobnost. Zelo pogosta je v obeh vrstah besedil - v umetnostnih in v neumetnostnih besedilih pa tudi v vsakdanjem govoru (je rdeč kot kuhan rak, je zvit kot lisica, je zdrav kot dren). Posebno mesto v literaturi zavzemata homerska primera in slovanska primera. Komparacija je podlaga za metaforo in vse druge oblike metaforike, tudi za okrasni pridevek, zato velja za temeljno retorično figuro med pesniškimi sredstvi. Zajame namreč bistveno lastnost te vrste tropov, ki poskušajo bralcu poznane stvari prikazati v novi, neobičajni ali vsaj posveženi podobi.
- Poosebitev ali personifikacija: je prispodoba, z njo s konkretnimi izrazi iz človeškega sveta označujemo zunajčloveške, naravne, rastlinske, živalske in neorganske pojave. Personifikacija jim pripisuje konkretne človeške lastnosti z namenom dogodke prikazati bolj živo. Pogosto jo uporabljamo tudi v vsakdanjem jeziku (roman pripoveduje, sezona umira, veter tuli).
- Stalno reklo ali fraza: kaže se v izvirnem označevanju stvari, veliko jih je v vsakdanji govorici (zasačiti 'uloviti koga nepričakovano', Vince zlato se v kozarcih nam smeja. (Prešeren)).

## Delitev
- Stalni ali tipični, ponavljajoči se pridevek (epiteton perpetuum - lat. perpetuus 'stalen, večen'): stalno se druži z istim samostalnikom in je sam po sebi umeven, ob imenu oz. samostalniku se pojavlja ves čas (rdeča kri, beli sneg, zlata Praga). Združuje označevalno vlogo prilastka in čustveno vlogo pesniškega pridevka, ki jo dobi s ponavljanjem. Pogosto zaznamuje lastnost, ki je vsebovana že v jedrnem primeru (črna noč). Pojavlja se enako ne glede na situacijo. Pogosto ga najdemo v ljudskem pesništvu (hladna voda, beli dvori), antični literaturi (brzonogi Ahil, belo grlo, verni sluga, svetlo orožje) in v vsakdanji govorici (dobro jutro, lahko noč). Stalne pridevke so si zaradi kake značilne lastnosti pridobile različne zgodovinske osebe in jih navadno poznamo le po teh oznakah (Aleksander Veliki, Dušan Silni, Štefan Prvovenčani, Rihard Levjesrčni, Boleslav Drzni, Ernest Železni, Friderik S praznim žepom). Stalni pridevki so pogosto prisotni v pesništvu, npr. pri Prešernu (črna zemlja, beli sneg, zlato vince, temna noč). Funkcijo epitetona - čustvenega prilastka dobijo s stalnim ponavljanjem, označevalno funkcijo pa včasih popolnoma izgubijo in ostane jim le afektivnost.
- Individualizirajoči pridevek (epiteton ornans - grš. epitheton 'pridevek', ornans 'kraseč'): v njem se velikokrat odraža avtorjeva iznajdljivost in izvirnost. Opredeljuje onkratnost označenega pojava, učinkuje nevsakdanje in zaznamuje enkratno in nezamenljivo lastnost, ki je pogosto tudi oblikovno nenavadna. Že Homer je poln individualizirajočih pridevkov (sovolična Atena, bohotno lasati in bistrooki Ahajci, dolgosenčnato kopje, lokavi Odisej, bogovom enaki Aleksandros, božanski sijajni in naglonogi Ahil), med slovenskimi pesniki jih zelo nazorno uporablja Prešeren - njegov pogosto uporabljani epiteton je mili (mili Bog, obraz mili, podoba mila, obličje milo), značilno je uporabljal tudi pridevkov rodilnik (mladosti leta, sreče jeza, upa sonce, življenja gnus, ljubezni strele), sicer pa je bil pri uporabi epitetonov zelo izviren (golj'fivo upanje, potrte prsi, sovražna sreča, prijazna smrt, kratka dolgost, temna zarja).Značilne pridevke ima tudi Gregorčič (največ mu pomeni zvok: krasan, svetan, miran, strastan; značilni so tudi njegovi zloženi pridevki: jasnomoder, smrtonosen, večnostalen, zvestovdan), Župančič (pri njem je navadno v ospredju podoba: bisernobel smeh, mrakoten kot, obzidane ceste, kmečka zadrega, razpaljene poljane, kristalna nedelja; pogosto s pridevki veže glagolnik: mlado hrepenenje, daljno šumenje, motno mrmranje; ali za pridevnik uporablja števnike: odjek stoter, dvojna obleka), Kosovel (najbolj pogosto uporablja barvne pridevke: sivo jutro, siv dan, sivi dimniki, siva bolečina, zelena priroda, zelena strast, zelena gladina, zelene borove roke, bela polt, bela puščava, bela vas, bel vrat, bel angel, bel svet, bele peruti, črn oblak, črne oči, črna cipresa, črno nebo, črna noč, črna klet, rdeč ogenj, rdeča luč, rdeče morje, modra zavesa, rjavo listje, rjave oči, srebrna pot, sinji veter, sinja tema, sinje nebo, žolto jadro). Individualizirajoči epiteton je sicer zelo značilen za moderno poezijo in je pogosto sinestezijski (bisernobeli smeh), lahko bi tudi govorili o redkem epitetonu (tiha/zelena bolečina). Epiteton ornans je najpogosteje vezan na osebo.
Ob teh dveh skupinah obstaja še skupina ponazoritvenih epitetonov (J. Čeh, 2005), ki imajo močno resnično ali navidezno označevalno vlogo in ob predmetu razvijajo svet čustev, ki naj jih ta izzove: čutno zaznavni pridevki, ki izražajo intenzivnost impresionističnega čutnega zaznavanja in pomenske odtenke (pisana loka, blesteča perut) - barvni, svetlobni, zvočni pridevki). Vse tri vrste pridevkov (stalni, individualizirajoči in ponazoritveni pridevki) se povezujejo v pridevniško metaforo. Stalni pridevki se uvrščajo med tradicionalne metafore. Metaforičnost je najmanjša pri ponazoritvenem in največja pri individualizirajočem pridevku.
Župančičeva poezija je polna ponazoritvenih epitetonov. Vsebuje pridevke barve (snežnobele grudi, bele račke, girlande bele, bele čipke, bel sijaj, bele roke, srebrnoprašne tančice, srebrni prsti, srebrna čaša, srebrne kaplje, črno oko, črni vrtinci, črna pokrajina, črni oblak, črna strast, črne veje), svetlobne pridevke, s katerimi je posegal po vesoljski, pokrajinski, umetni svetlobi in bleščečih predmetih (biserni žarki, temne pokrajine, temne rože, svetla noč, mračna kupola, brezzvezdnata noč, temotne pokrajine, mračna noč, polnočni mrak, polnočne želje, sončna glorija, svetlo drevo, svetle veje, tisočoka noč, ugaslo sonce, večerni čas, večerne ure), zvočni pridevki (tiha noč, tihi gaji, plakajoč vrisk, pojoča raketa, tihi kelih, hrumeče brzice, šumeči slapovi, bučeči valovi, vreščeča harmonika, nem obup), pridevki okusa (sladke nade, sladke skrivnosti, sladak vonj, grenak vonj), sinestezijski pridevki - so manj opazni in se uvrščajo med leksikalizirane svetlobno-zvočne (črni hrup, mrzel zrak, smeh grenak, bisernobel smehfanfare svetlozvočne, duhteče fraze), verske pridevke (deviške brzice, čiste neveste, nunska srca, nebeški sončni žarek, nebeške zvezde, sveti hipi, večne sanje), personifikacijske pridevke (trudne duše, duše trpeče, duše potrte, vriskajoče duše, trudne daljave, bolne rože, ljubezen moja mlada, vest pijana, srce otožno, blodna duša, mrtvi vek, smrtni sen, mrtvo sonce, godalo prihuljeno). V Župančičevi poeziji je izbiro njegovih pridevkov nemalokrat narekovala potreba po bogati zvočni orkestraciji verza (roža mogota, večera poletnega, vrli vejevec, tajnostno trepetanje, šumeči lesovi / bučeči valovi), pisal pa je tudi dvo- in veččlenske pridevke (glas onemogel, pijan in teman; zlata, razkošna nedolžnost; brezzvezdnata, oblačna in mračna noč; visoka, tisočoka noč; pradavne, divne sanje).